# Brennero
Brennero (Brenner in tedesco, Prëner in ladino) è un comune italiano sparso di 2 404 abitanti della provincia autonoma di Bolzano in Trentino-Alto Adige.
È inoltre un comune mercato.

## Geografia fisica

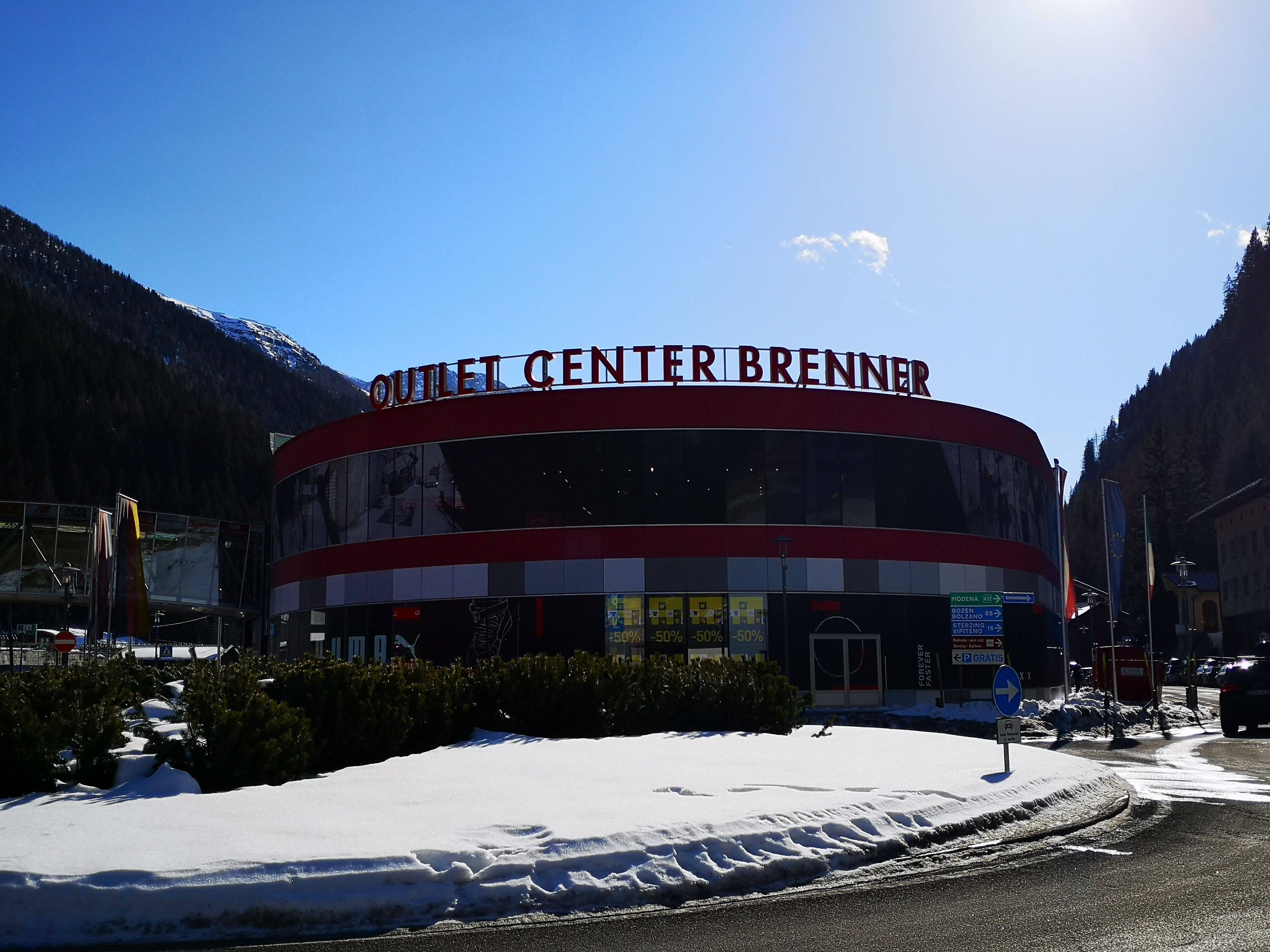
L'outlet di Brennero visto da nord.

Confina con l'Austria, presso il passo del Brennero. Il comune comprende anche la Val di Fleres.
La sede comunale si trova nella frazione di Colle Isarco, il centro più abitato (circa 1.000 abitanti contro i circa 320 di Brennero).
Il comune di Brennero dista 82 km da Bolzano, 137 km da Trento, 40 km da Innsbruck, 52 km da Mittenwald, 18 km da Vipiteno e 47 km da Bressanone. 
Nel novembre 2007 sul confine è stato costruito un centro commerciale (Designer Outlet Brenner - DOB) per rilanciare il paese, che dopo l'apertura delle frontiere ha risentito di una crisi economica.
Dietro la chiesa parrocchiale si trova la "cascata all'Isarco" (Eisack-Wasserfall o Ursprung), un salto che il piccolo torrente compie prima di incanalarsi lungo la val d'Isarco.

## Origini del nome
Né dall'epoca romana, né dall'Alto Medioevo è stato tramandato un nome per il Brennero.
La zona era chiamata semplicemente con la locuzione latina per Alpes Rhaeticas o per Alpes Noricas. L'odierno villaggio del Brennero si chiamava nel XIII secolo ancora Mittenwald.
Dal 1288 è documentata in atti la "corte di un certo Prennerius" ed il toponimo è attestato per la prima volta come Prenner, nel 1299 si chiama il Fondatore della Corte Chunradus Prenner de Mittenwalde, da cui il luogo ha ricevuto il nome di Prenner e quindi di Brennero.
La località è poi nota nel 1328 come ob dem Prenner e nel 1600 infine come Brenner, il cui toponimo è connesso o con il nome della popolazione retica dei Breuni, che abitava su entrambi i versanti del passo, o più verosimilmente con il maso Brenner della zona, attestato sin dal XIII secolo.

## Storia

### Origine
La storia di Brennero è strettamente collegata con quella dell'omonimo passo di valico. Il popolo dei Breuni abitò l'alta Valle d'Isarco e la regione del Brennero su entrambi i lati del valico, la cui regione in epoca romana veniva chiamata "Vallis Vipitina". Nel II secolo i romani vi avevano costruito una strada militare come 
risulta dal ritrovamento di pietre miliari, risalenti al periodo di Marco Aurelio, Settimio Severo e Caracalla.
Nel III secolo il ramo della Via Claudia Augusta attraverso il Brennero diventò la più importante via di comunicazione tra l'Italia e la regione danubiana, ma con Diocleziano e le invasioni barbariche, in primis i Baiuvari, il suo ruolo mutò profondamente. Già nel 565 lo scrittore Venanzio Fortunato cita una cappella dedicata a San Valentino; questa ebbe originariamente una struttura romanica, modificata nel periodo medioevale in gotica e successivamente ritoccata in barocca.
L'importanza strategica e di comunicazione del luogo è sottolineata dal transito, tra il 960 ed il 1530, di 66 Sovrani germanici del Sacro Romano Impero che si recarono a Roma dal Papa; tra questi, nel 1154, Federico I Barbarossa. Nel 1000 circa si forma un centro abitato definitivo che, nel 1221, è denominato "Oberes Mittewald" mentre, dal 1288 venne utilizzato "Prenner" poi modificato nel tempo nell'attuale "Brenner". Il luogo fu di vitale importanza nel medioevo ai tempi delle Crociate e dell'allora fiorente commercio, pertanto nel 1314 fu costruita una nuova strada, la Kuntersweg, dall'impresario bolzanino Heinrich Kunter.

### Dal 1414 al 1921

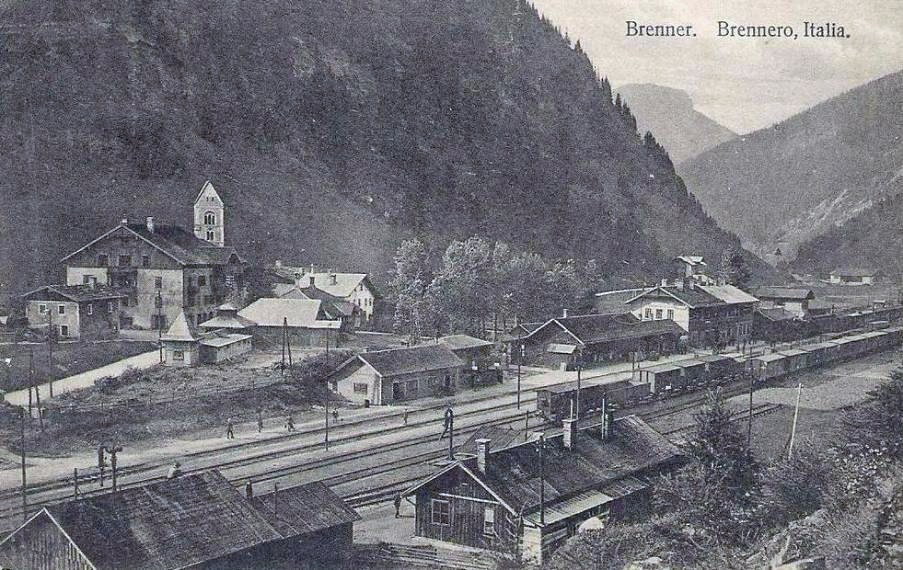
Cartolina d'epoca di Brennero.

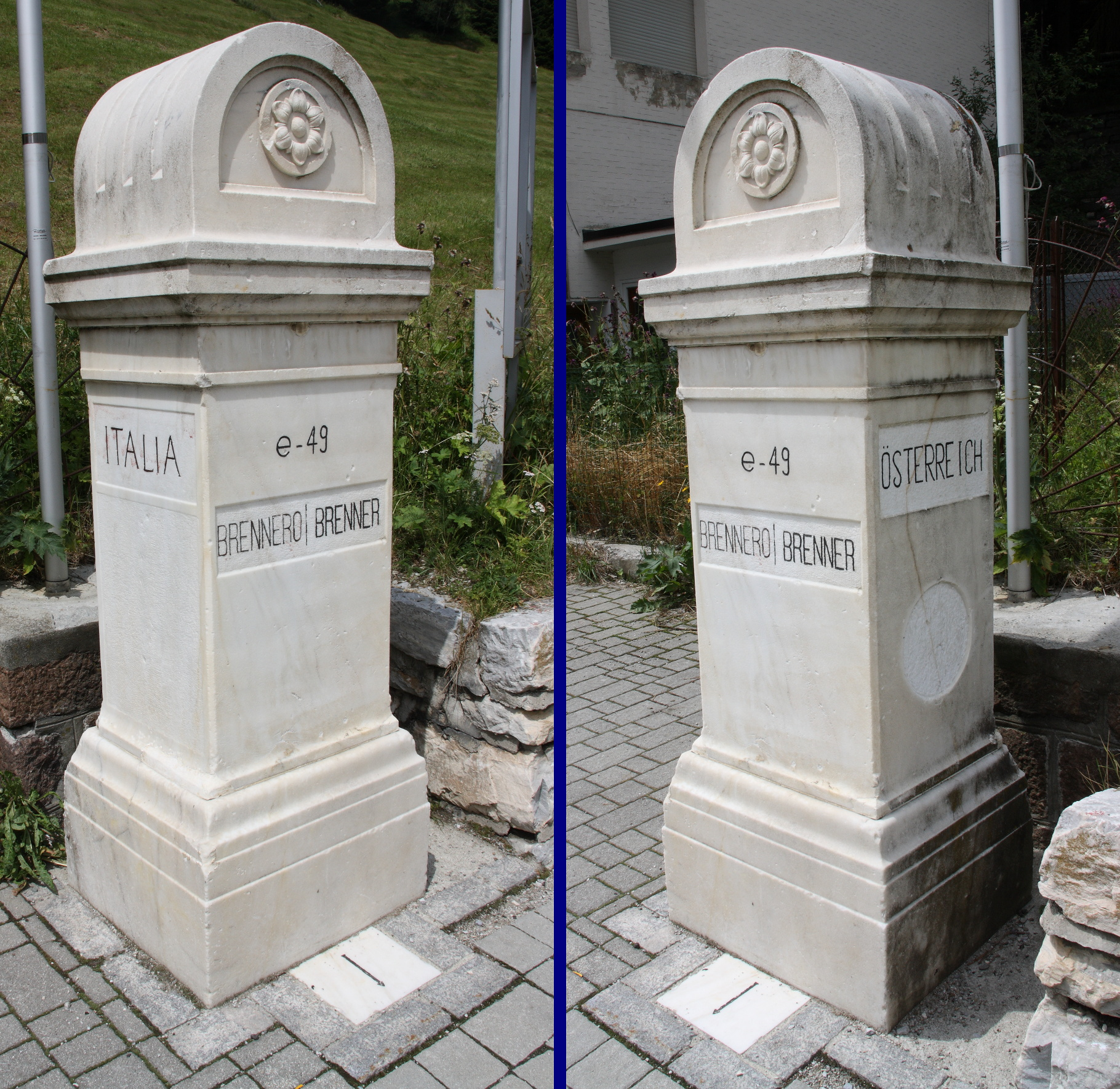
Il cippo del confine tra Italia e Austria.

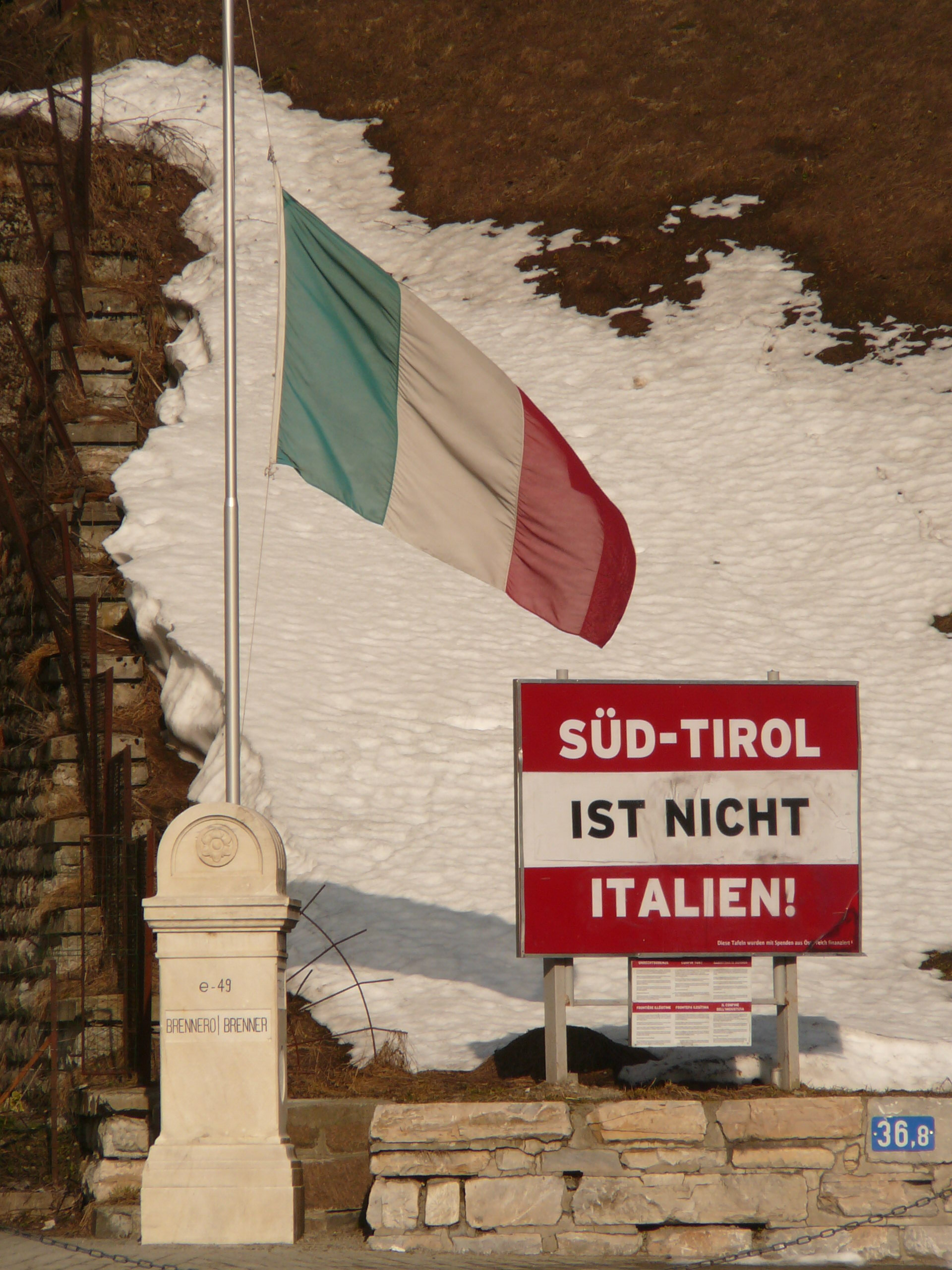
Il confine italo-austriaco del Brennero, segnalato dal cippo di confine e da un cartello che recitava: Süd-Tirol ist nicht Italien!, ovvero: il Sud Tirolo (Alto Adige) non è Italiano!

Nel 1414 i Conti di Tirolo vi stabilirono una dogana per il controllo delle merci (Lueg e Lurx, al di qua e al di là del passo) e, nei secoli successivi, specialmente nel XIV e XV secolo, assunse un ruolo decisivo per il transito dei traffici sulla direttrice Oriente - Venezia - Europa settentrionale. Vi fu poi un declino causato dallo spostamento del commercio continentale. I due nuclei storici abitati del paese erano la chiesa di "San Valentino", l'"Hotel Post" e poche altre case sul lato sud, l'"Hotel Kerschbaumer", "Griesberg" e "Venn" sul lato nord del valico, oggi in territorio austriaco.
Sotto l'Imperatrice Maria Teresa d'Austria, nel 1740 circa, la vecchia strada fu completamente ristrutturata ed il nuovo tracciato assunse quello attuale; Goethe, l'8 settembre 1786, in uno dei suoi viaggi in Italia passò dal Brennero sostando all'Hotel Post. Brennero riguadagnò importanza con la costruzione della ferrovia del Brennero tra Innsbruck e Bolzano i cui lavori iniziarono il 23 febbraio 1864 a Bergisel (Innsbruck); lavori che al Brennero modificarono l'assetto del paese, alcune case furono abbattute per creare un piazzale, lungo 600 metri, necessario per la stazione e per le altre infrastrutture ferroviarie. Il primo treno, diretto a Bolzano, partì dalla stazione di Brennero il 25 luglio 1867 alle ore 8:05, nonostante l'inaugurazione fosse prevista per il giorno 24 agosto. La ferrovia portò benefici al paese poiché con il treno arrivarono anche i viaggiatori ed il turismo, specialmente quello di un certo livello come era per quei tempi.
Alle Terme di Brennero fu costruito un "Grand Hotel", con annessa fermata ferroviaria, ed altre strutture alberghiere furono costruite a Colle Isarco, ma tutto questo ebbe termine con lo scoppio della prima guerra mondiale. Il Patto di Londra, stipulato il 26 aprile 1915, assegnò all'Italia il territorio del "Tirolo meridionale", da Trento fino al Brennero; al termine del conflitto, il 10 novembre 1918, le prime truppe italiane arrivarono al Brennero. Il Trattato di Saint-Germain-en-Laye, siglato il 10 settembre 1919, stabilì il nuovo confine di stato al Brennero ed il Re Vittorio Emanuele III, il 12 ottobre 1921, inaugurò il nuovo cippo confinario.

### Dal 1921 ai giorni nostri

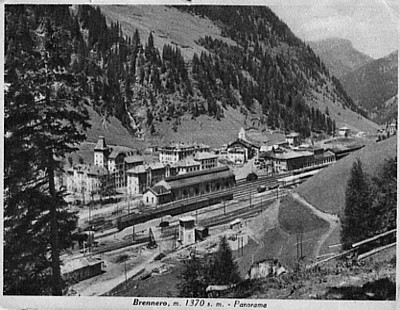
Brennero nel 1939

Durante il ventennio fascista, il paese di Brennero segnò il confine tra due stati ma anche tra due gruppi linguistici, quello italiano e quello tedesco. Presso la stazione ferroviaria del Brennero si sono incontrati il 18 marzo del 1940 i due dittatori, quello italiano, Benito Mussolini e quello tedesco, Adolf Hitler, dove posero le basi per le "opzioni in Alto Adige".
Nonostante l'alleanza con il popolo germanico, Mussolini decise la costruzione del Vallo Alpino per proteggere il Regno d'Italia dall'alleato. Ai lati del paese, immersi nei boschi, si trovano ancora oggi alcuni bunker italiani risalenti alla seconda guerra mondiale, che vanno a costituire lo Sbarramento Brennero, all'interno del Vallo Alpino in Alto Adige. Anche sulle cime circostanti si sono edificate diverse casermette dove la Guardia alla Frontiera vigilava il nemico/amico dall'alto.
Durante la guerra molti furono i treni che passavano per Brennero, ma questi erano per lo più treni che deportavano il popolo ebraico nei campi di concentramento, almeno a partire dal 1944, quando le deportazioni iniziarono a seguito dell'occupazione tedesca dell'Italia.
A partire dall'estate 1943, il tratto ferroviario e stradale tra Verona e Innsbruck assume per gli Alleati un'importanza vitale: bombardare la linea del Brennero significa disarticolare il sistema di rifornimenti per le truppe tedesche in Italia. Nonostante l'obiettivo principale fosse l'asse del Brennero, anche alcune città vennero bombardate; Trento e Bolzano sono colpite il 2 settembre 1943; Innsbruck per la prima volta il 15 dicembre. Tra il 1943 e il 1945, le incursioni bersagliano sistematicamente questi territori; i tedeschi stanziano tra Innsbruck e Verona 525 pezzi d'artiglieria contraerea Flak e mobilitano circa 11.500 operai della Todt addetti alla riattivazione delle linee di comunicazione. 
Ancora oggi si trova una targa commemorativa che ricorda l'incursione aerea del 21 marzo 1945 che uccise dodici civili ed un ufficiale di polizia italiana.

### Eccidio di Malga Sasso
Presso la malga Sasso (Steinalm), nei dintorni del Brennero, il 9 settembre 1966 dei terroristi separatisti altoatesini del Befreiungsausschuss Südtirol fecero saltare in aria una casermetta della Guardia di Finanza. Nell'esplosione, avvenuta alle 11:30 circa, rimasero uccisi i tre finanzieri Franco Petrucci, Herbert Volgger e Martino Cossu. Il tribunale di Milano ha riconosciuto anche il ruolo fondamentale di Georg Klotz, il quale morì qualche mese prima della sentenza.

### Simboli
Lo stemma civico riprende quello del comune di Colle Isarco, località scelta come sede comunale in seguito all'unione amministrativa con Brennero.
Nello scudo è raffigurato un minatore in veste medievale, con la lanterna ad olio, su di un monte di tre cime allusivo al Passo del Brennero. Le fasce argento, azzurro e oro sono simbolo sia della storia locale (sono i colori più diffusi nei masi dei dintorni), sia dei tre territori originari riuniti; nonché dell'oro, dell'acqua e dell'argento: le principali ricchezze dell'economia della zona, nota fin dall'antichità per le miniere di metalli preziosi e le fonti termali di Terme Brennero. Lo stemma in questa forma era stato riconosciuto a Colle Isarco il 10 febbraio 1906 dall'imperatore Francesco Giuseppe d'Austria.

Stemma di epoca fascista concesso nel 1938

Molto differente fu lo stemma adottato in epoca fascista, concesso con regio decreto del 24 luglio 1938 e lettere patenti del 21 novembre 1938, poi rimasto in uso fino al secondo dopoguerra. Esso consisteva in uno scudo francese moderno troncato semipartito, con nel primo una croce d'argento su fondo di rosso (simbolo della dinastia Savoia e del Regno d'Italia), nel secondo d'azzurro, all'aquila romana circondata da un serto il tutto d'oro, nel terzo su fondo d'oro erano presenti delle montagne formanti una vallata, al cui centro sorgeva un cippo confinario d'argento e un abete. Il tutto era sormontato dal capo del Littorio, come previsto dalle disposizioni vigenti all'epoca, nonché dalla corona turrita comunale: al di sotto dello scudo vi era un serto d'alloro e di quercia legato da un nastro azzurro (colore della dinastia sabauda). L'insieme intendeva rivendicare l'italianità del comune, divenuto strategico in quanto corrispondente con gli estremi confini settentrionali dello stato italiano.

## Monumenti e luoghi d'interesse

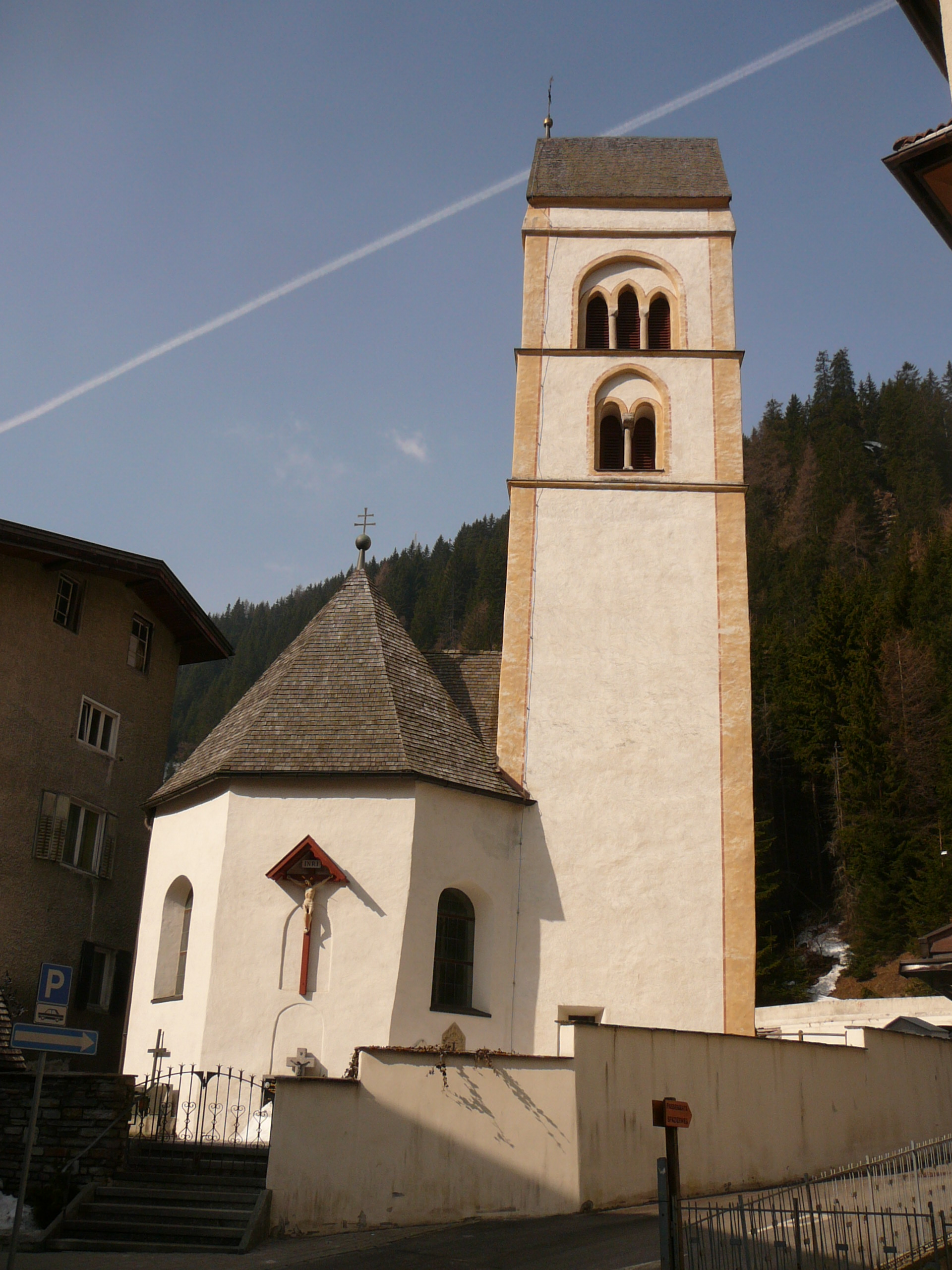
Vecchia chiesa parrocchiale di San Valentino

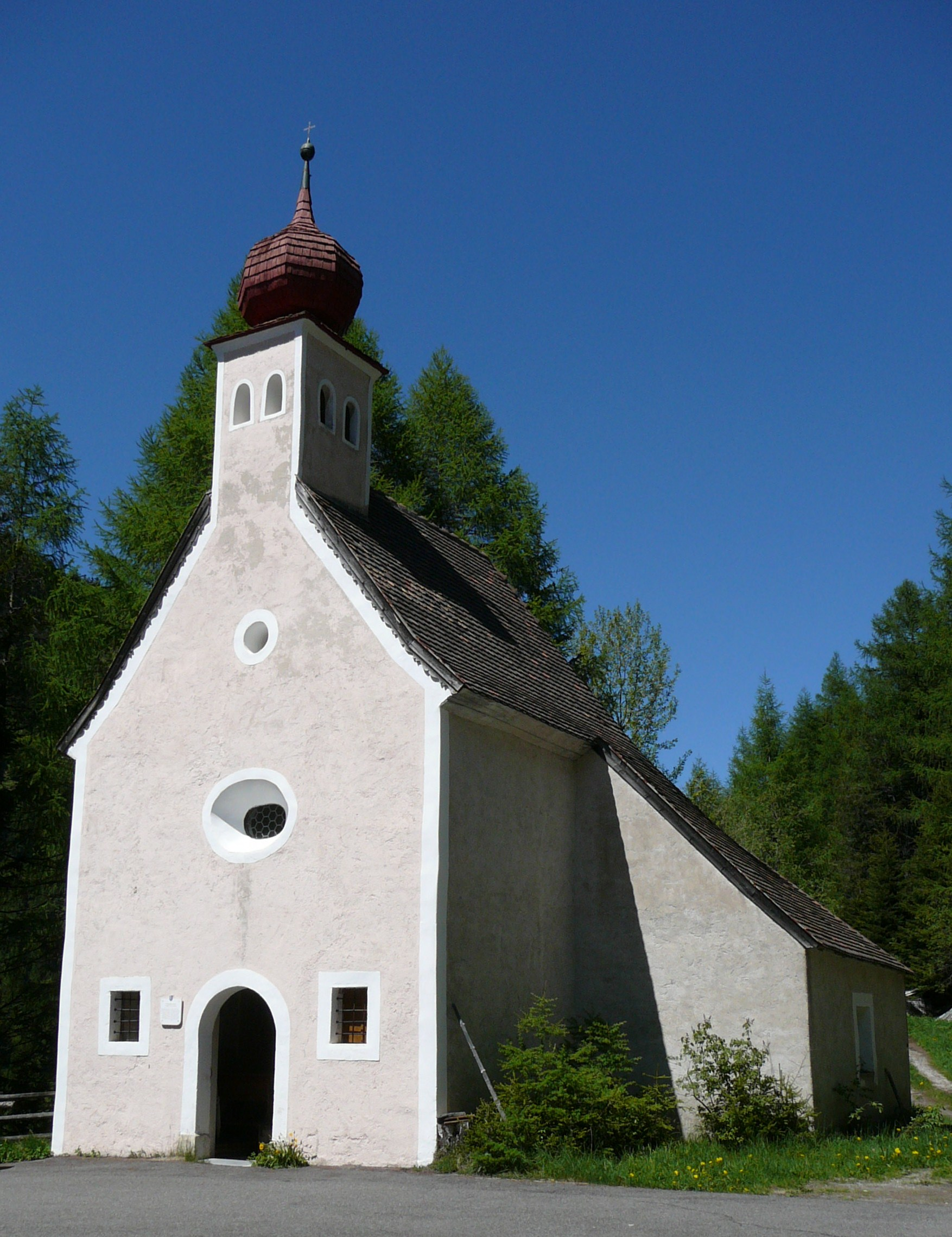
La cappella del Lupo (Wolfenkapelle)

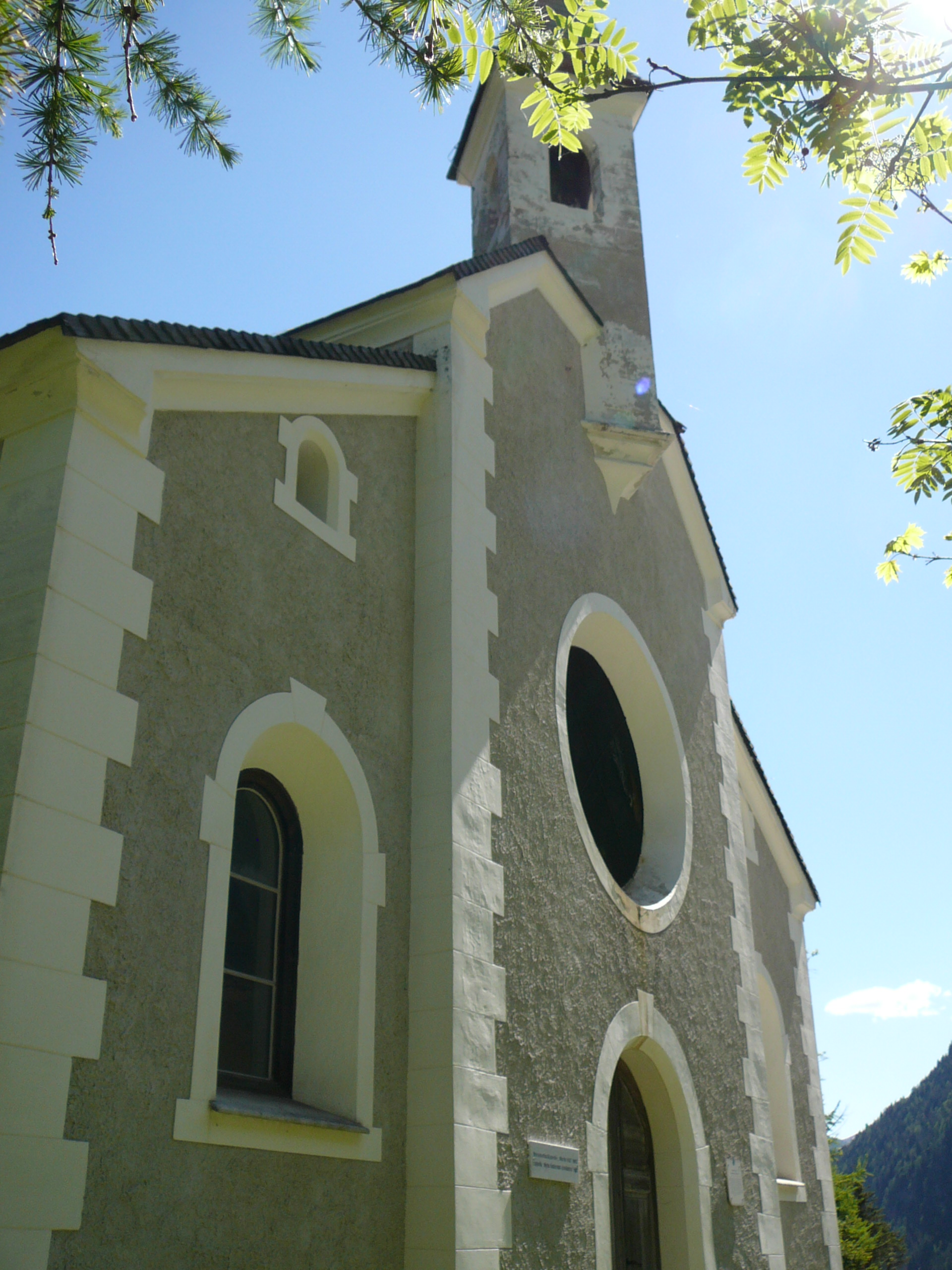
Cappella Maria Hilf di Terme di Brennero

### Architetture religiose
- Vecchia parrocchiale di San Valentino (Kirche zum hl. Valentin). Fino al 1963 la chiesa parrocchiale è stata quella di San Valentino, che sorge dove già nel 565 esisteva un santuario dedicato a San Valentino. Delle costruzioni successive si sono conservati il campanile (risalente al XIV secolo), il coro poligonale e il portale in pietra (del XV secolo). Dopo un incendio avvenuto nel 1787 la chiesa è stata nuovamente ristrutturata e impreziosita con gli affreschi di Franz Unterberger.
- Parrocchiale di Santa Maria della Strada (Maria am Wege). La nuova chiesa parrocchiale è stata eretta tra il 1958 e il 1962, su progetto dell'architetto Luis Plattner che ha posto la chiesa su pali di cemento armato conficcati nel terreno. La pala dell'altare in bronzo smaltato di Max Spielmann di Innsbruck rappresenta Santa Maria della Strada a cui la chiesa è dedicata. Il coperchio della fonte battesimale e le stazioni della via crucis in terracotta sono dell'artista bolzanina Maria Delago, mentre le vetrate sono state realizzate da Hans Prünster.
- Cappella del Lupo, realizzata nel 1755.
- Cappella di Maria Ausiliatrice, nella frazione di Terme di Brennero, edificata tra il 1882 e il 1886.
- Chiesa dell'Immacolata Concezione nella frazione di Colle Isarco
- Chiesa di Sant'Antonio Abate nella frazione di Fleres

### Architetture militari
Presso Terme del Brennero esisteva la caserma Battisti, rasa al suolo.
- Sacrario militare di Colle Isarco. Presso la frazione di Colle Isarco, si trova il sacrario militare, opera dell'architetto Giovanni Greppi e dello scultore Giannino Castiglioni, realizzato nel 1937. Ospita le salme di 97 caduti italiani.

### Altri monumenti

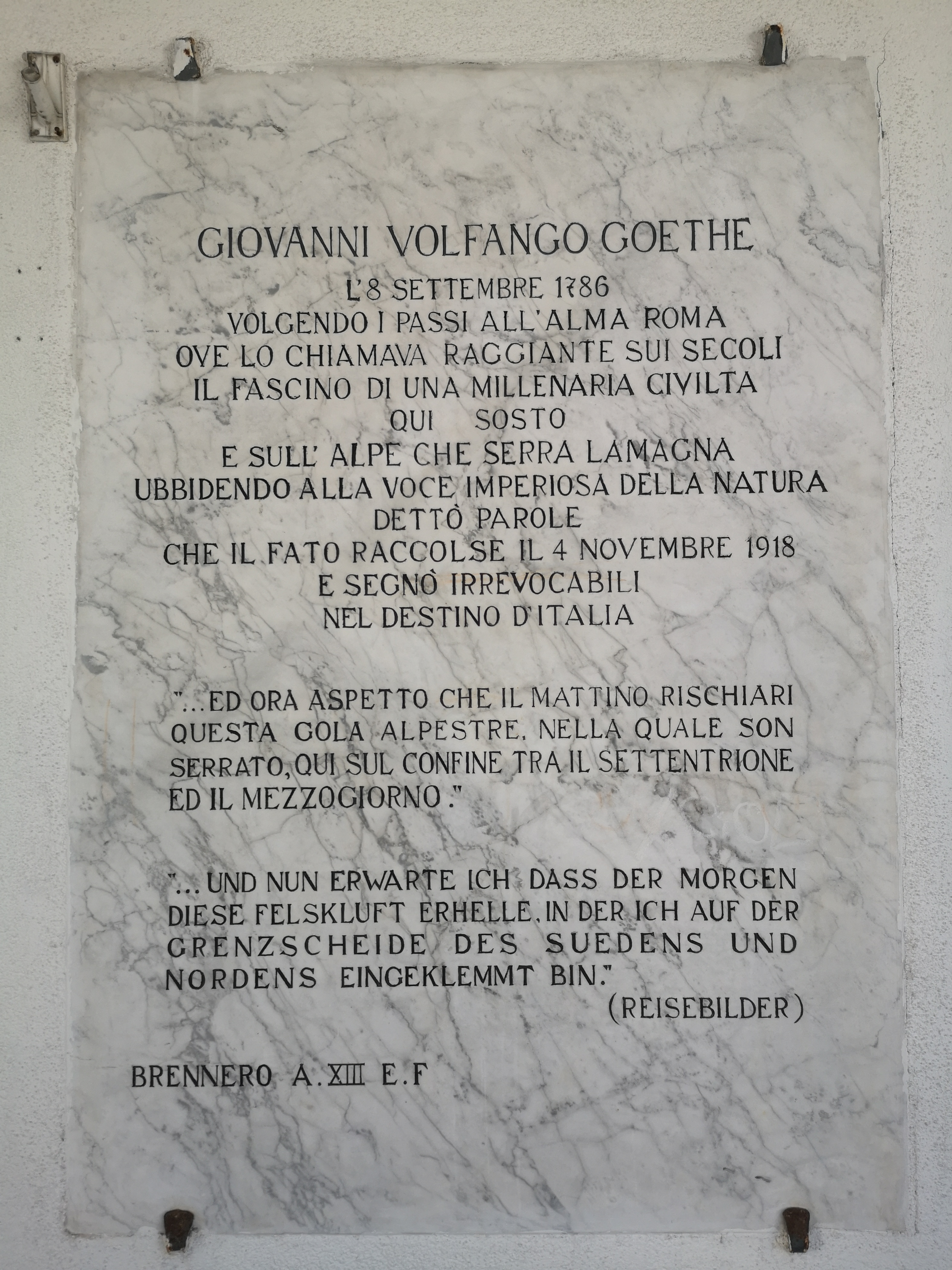
Targa commemorativa di Goethe, creata in pieno Ventennio (1937)

Sulla facciata del civico n. 24 di via San Valentino è collocata una doppia lapide commemorativa che ricorda il passaggio di Johann Wolfgang von Goethe nel 1786. Sulla lastra di dimensioni maggiori è incisa una dedica alla memoria dell'evento storico, su quella più piccola è inciso un ritratto dell'autore ad opera dello scultore Joseph von Koch.

## Società

### Ripartizione linguistica
La popolazione è in maggioranza di madrelingua tedesca, nonostante sia presente una consistente componente italofona. Quest'ultima, concentrata soprattutto nel centro di Brennero (ove costituisce ancora oggi la maggioranza), arrivò a rappresentare quasi la metà degli abitanti durante il periodo del terrorismo sudtirolese. Verso la fine degli anni Sessanta il gruppo linguistico italiano iniziò a declinare, passando dal 42,68% degli abitanti nel 1971 al 18,65% nel 2011.
| anno | madrelingua italiana% | madrelingua tedesca% | madrelingua ladina% |
| ---- | --------------------- | -------------------- | ------------------- |
| 1971 | 42,68%                | 57,28%               | 0,04%               |
| 1981 | 32,96%                | 66,92%               | 0,12%               |
| 1991 | 29,23%                | 70,49%               | 0,28%               |
| 2001 | 20,29%                | 79,39%               | 0,31%               |
| 2011 | 18,65%                | 80,85%               | 0,50%               |
| 2024 | 22,07%                | 77,77%               | 0,16%               |

### Evoluzione demografica
Abitanti censiti

### Etnie e minoranze straniere
Secondo i dati ISTAT al 31 dicembre 2015 la popolazione straniera residente era di 358 persone. Le nazionalità maggiormente rappresentate in base alla loro percentuale sul totale della popolazione residente erano:
- Pakistan 93 (4,25%)
- Macedonia 48 (2,19%)
- Kosovo 33 (1,51%)
- Germania 32 (1,46%)
- Romania 22 (1,01%)
- Turchia 21 (0,96%)

### Commissariato di Polizia
Nel 2007 è stato istituito con Decreto del Capo della Polizia il Commissariato di Polizia di Brennero.
Oltre che a svolgere tutte le attività istituzionali proprie di un Commissariato l'ufficio funge da raccordo con il collaterale organo di polizia austriaca. All'ufficio è quindi demandata tutta l'attività di retro valico connessa alla funzione di polizia di frontiera.
L'ufficio tratta sistematicamente tutta l'attività relativa alle riammissione dei cittadini irregolari in uscita dal territorio nazionale come disciplinato dagli accordi di Schengen e dalle convenzioni operative bilaterali.

## Infrastrutture e trasporti

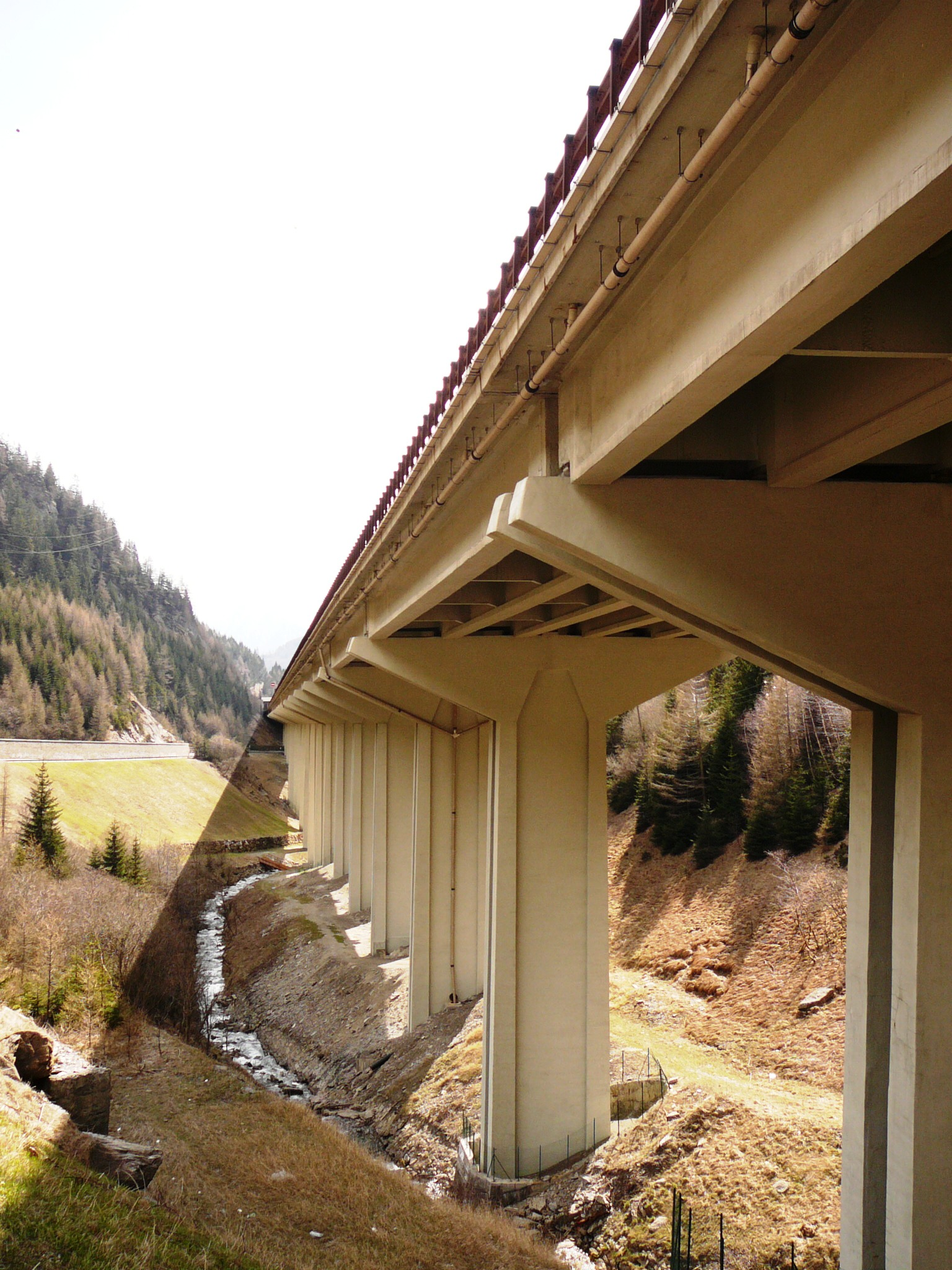
Un viadotto dell'A22 a sud di Terme di Brennero

Il passo del Brennero è uno dei valichi alpini di più facile accesso, data la sua bassa altitudine. Il comune è servito dalle stazioni di Brennero e Colle Isarco, ove transita la ferrovia del Brennero (cui si sommavano altre tre fermate, a Terme del Brennero, Moncucco e Fleres, tutte dismesse sul finire del XX secolo).
A Brennero transitano altresì la strada statale 12 dell'Abetone e del Brennero e l'autostrada A22.

## Amministrazione
| Periodo | Periodo | Primo cittadino    | Partito                | Carica  | Note |
| ------- | ------- | ------------------ | ---------------------- | ------- | ---- |
| 2005    | 2009    | Christian Egartner | Südtiroler Volkspartei | Sindaci |      |
| 2009    | 2020    | Franz Kompatscher  | Südtiroler Volkspartei | Sindaco |      |
| 2020    |         | Martin Alber       | Südtiroler Volkspartei | Sindaco |      |